# Pieter Symonsz. Potter
Pieter Symonsz. Potter (ur. ok. 1597 w Enkhuizen, pochowany 4 października 1652 w Amsterdamie) – holenderski malarz barokowy, ojciec Paulusa Pottera.

## Życiorys
Urodził się rodzinie szklarza, przypuszczalnie od ojca uczył się sztuki zdobienia szkła. Początkowo był aktywny w rodzinnym mieście (1620–1628), uprawiając malarstwo na szkle. Później, już jako malarz sztalugowy działał w Lejdzie (1628–1631) i Amsterdamie (od 1631 do śmierci), oraz przejściowo w Delfcie (1646–1647) i Hadze (1647–1649). W 1647 został członkiem gildii malarzy w Hadze. Był uczniem Davida Bailly’ego. Tworzył pod wpływem Willema Bartsiusa, Pietera Lastmana, Claesa Moeyaerta, Hendricka Pota, a także Jana van Goyena (wczesne pejzaże), Jacoba Ducka, Pietera Codde’a, Willema Duystera i Rembrandta.

## Twórczość
Pod koniec lat 20. XVII wieku jego zainteresowania stopniowo odchodziły od malarstwa na szkle do malarstwa sztalugowego. Zarzucił wtedy manierę (typową dla malarstwa na szkle) malowania wydłużonych postaci i pochylonej przestrzeni, na rzecz bardziej naturalistycznego stylu. Malował pejzaże, martwe natury (także vanitas), portrety i sceny rodzajowe, również ze zwierzętami. Był przedstawicielem kierunku monochromatycznego w malarstwie, charakterystycznego dla środowiska malarzy lejdejskich w pierwszej połowie XVII wieku.
W Muzeum Narodowym w Warszawie znajduje się jego obraz Martwa natura z naczyniami z 1631.

## Galeria

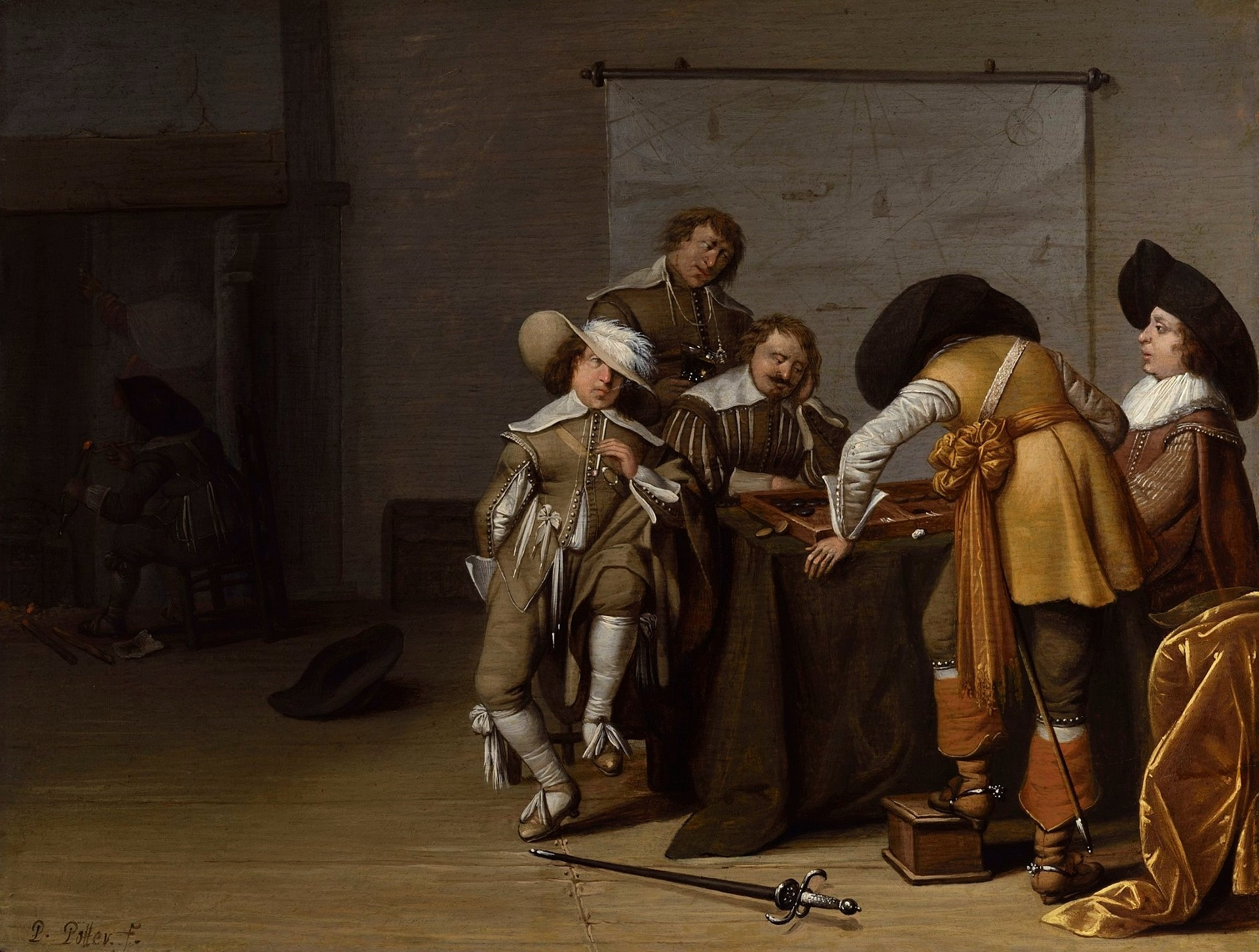
Żołnierze grający w tryktraka w wartowni, ok. 1630, Staatliches Museum Schwerin
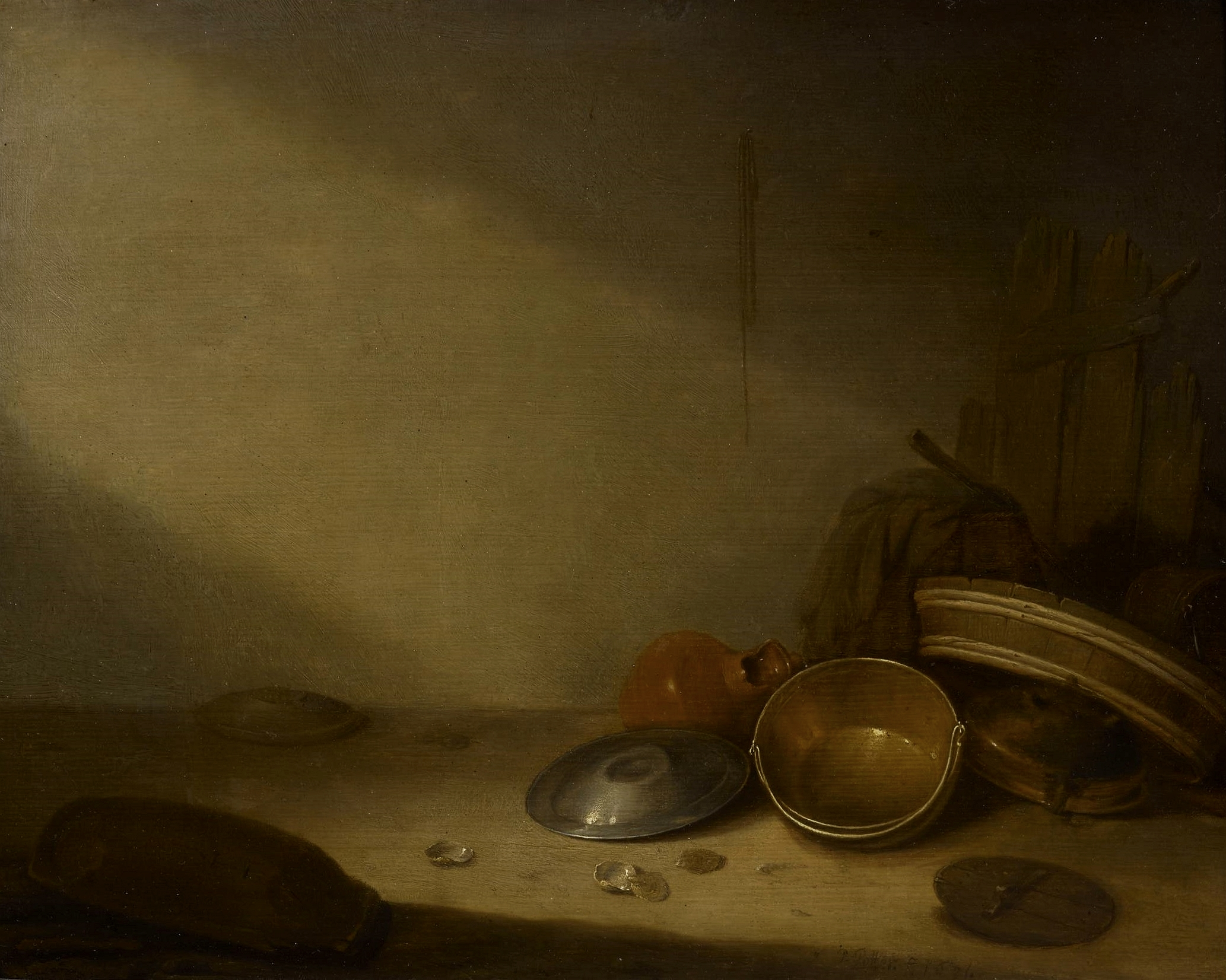
Martwa natura z naczyniami, 1631, Muzeum Narodowe w Warszawie
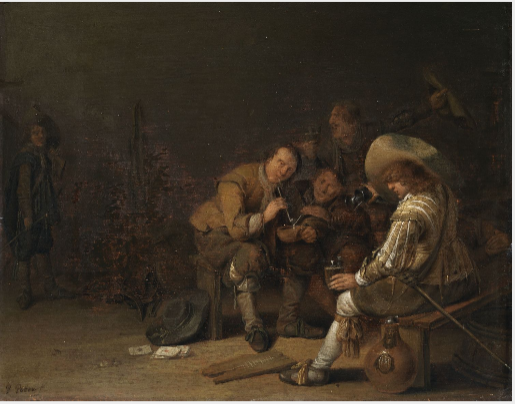
Żołnierze na wartownii, ok. 1633, National Gallery of Ireland, Dublin
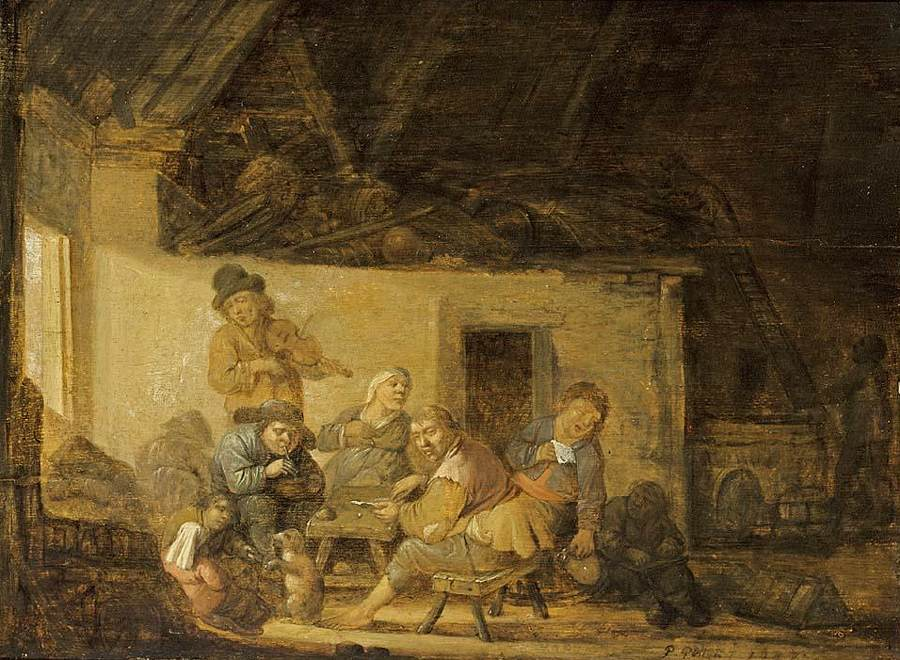
Wnętrze stodoły, 1637, prywatna kolekcja
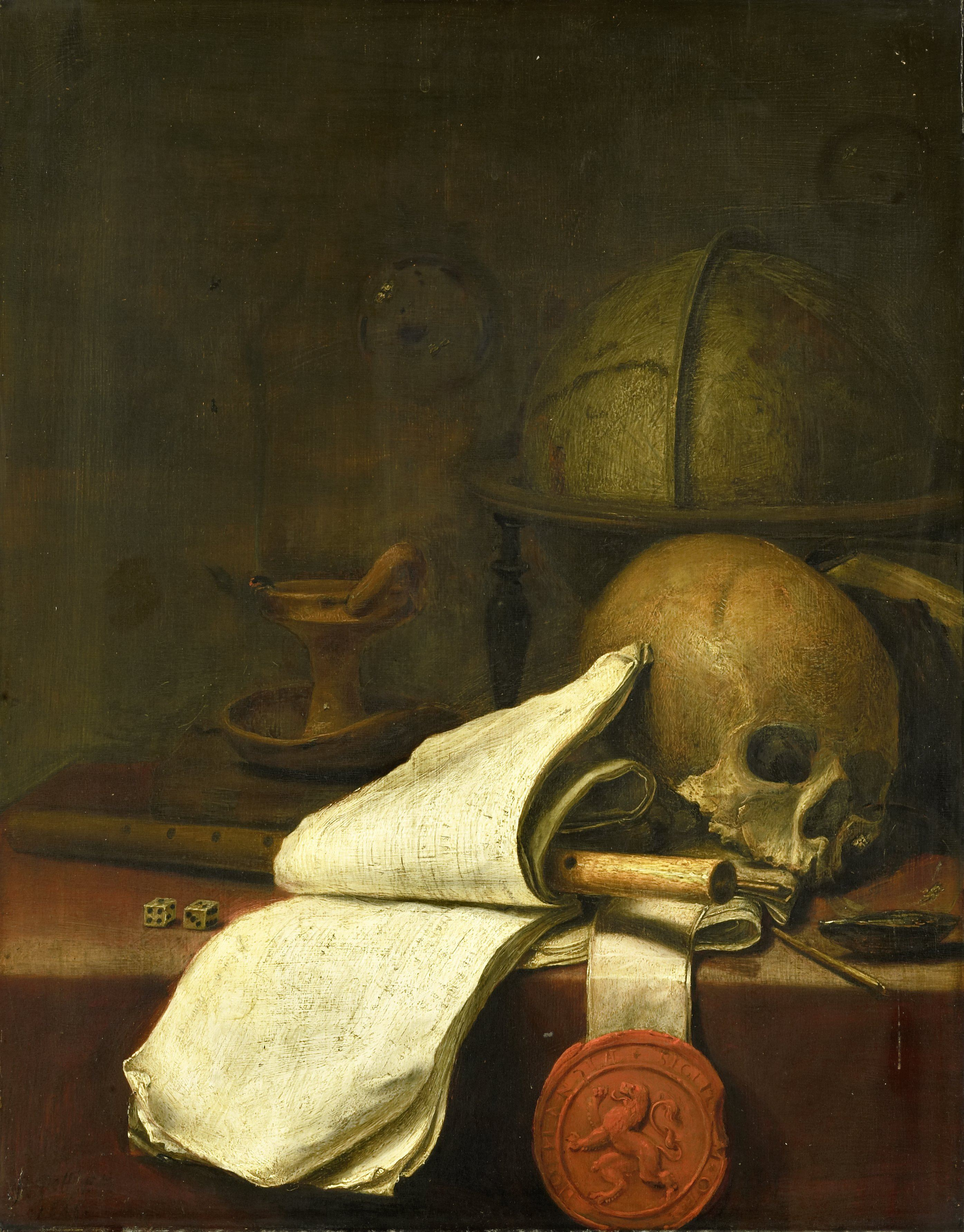
Martwa natura vanitas, 1646, Rijksmuseum, Amsterdam